# فلیپه آلفائو

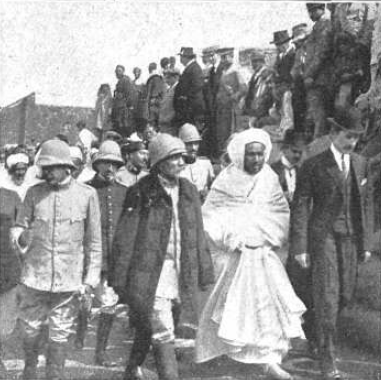
نمایی از فیلپه آلفائو

فلیپه آلفائو (انگلیسی: Felipe Alfau؛ ۱۹۰۲ – ۱۹۹۹) یک رمان‌نویس اهل ایالات متحده آمریکا بود.